# Bukovčak
 Bukovčak  falu Horvátországban Zágráb megyében. Közigazgatásilag Velika Goricához tartozik.

## Fekvése
Zágráb központjától 20 km-re délre, községközpontjától 15 km-re délnyugatra, a Vukomerići dombok között, a megye déli határán fekszik.

## Története
1225-ben IV. Béla még szlavón hercegként a zágrábi várhoz tartozó egyes jobbágyokat nemesi rangra emelt, akik mentesültek a várispánok joghatósága alól és a zágrábi mező (Campi Zagrabiensis) nemeseinek közössége, azaz saját maguk által választott saját joghatóság (comes terrestris) alá kerültek. Az így megalakított Túrmezei Nemesi Kerülethez tartozott Bukovčak is. Ezen belül közigazgatásilag a Vrhovlje járás egyik judikátusának (bírói hivatal) székhelye volt. A települést 1459-ben "villa Bukowachsky" néven említik először. 1466-ban "Bwkowachyak", 1520-ban "Bwkowschak", 1570-ben "Bukowsthyak", 1645-ben "villa Bukouschak" alakban szerepel a korabeli forrásokban. A kerület megszüntetése után a Zágráb vármegyéhez  csatolták. 1857-ben 157, 1910-ben 179 lakosa volt. Trianon előtt Zágráb vármegye Nagygoricai járásához tartozott. 2001-ben 77 lakosa volt.

## Lakosság
| Lakosság változása | Lakosság változása | Lakosság változása | Lakosság változása | Lakosság változása | Lakosság változása | Lakosság változása | Lakosság változása | Lakosság változása | Lakosság változása | Lakosság változása | Lakosság változása | Lakosság változása | Lakosság változása | Lakosság változása |
| ------------------ | ------------------ | ------------------ | ------------------ | ------------------ | ------------------ | ------------------ | ------------------ | ------------------ | ------------------ | ------------------ | ------------------ | ------------------ | ------------------ | ------------------ |
| 1857               | 1869               | 1880               | 1890               | 1900               | 1910               | 1921               | 1931               | 1948               | 1953               | 1961               | 1971               | 1981               | 1991               | 2001               |
| 157                | 161                | 142                | 175                | 159                | 179                | 183                | 209                | 173                | 171                | 163                | 124                | 103                | 72                 | 77                 |

## Külső hivatkozások
- Velika Gorica hivatalos oldala
- Velika Gorica turisztikai egyesületének honlapja
- A Túrmező története